# Benotto
Benotto fou una marca italiana de bicicletes i motocicletes que van ser fabricades per Motocicli Benotto S.p.A. a Milà del 1953 al 1957.

## Història
Benotto es va donar a conèixer en el ram de la producció de bicicletes. El 1953 va llançar al mercat dos ciclomotors: el Benotto Tavan, amb transmissió per cadena, i el Benotto Master. El 1954 va llançar dos velomotors: el Dragon, de 150 cc i caixa de canvis de tres marxes i el Condor, de 100 cc i dues marxes. A partir de 1955, Benotto va fer servir motors de dos temps ILO per al ciclomotor Master de 50cc i el Mastino, ara tots dos amb transmissió per cadena. A més, la Dragon va continuar en producció, però també es va presentar la nova Vultur de 125 cc i la Centauro Gran Sport de 160 cc, amb quatre marxes. L'any 1956 la gamma de models es va simplificar lleugerament: els ciclomotors no tenien canvi de marxes a la versió "Turisme" i el canvi era de només dues a la versió "Sport".
El 1957, l'empresa va deixar de produir ciclomotors i motocicletes i molt probablement va ser adquirida pel fabricant de Torí Itom.